# Strophariaceae
Strophariaceae is een botanische naam van een familie van schimmels. 

## Kenmerken
De paddenstoel is gedeeltelijk bedekt met velum en op de rand van de hoed en op de steel zit een ring of restanten van vezels. De lamellen zijn breed aangehecht en gedeeltelijk aflopend. De sporenprint is lila, paars tot zwartbruin of kaneelrood tot roestbruin van kleur. De sporen hebben meestal een kiempore.

## Geslachten
De familie bestaat uit de volgende geslachten (peildatum april 2023):
- Agrocybe (113)
- Bogbodia (1)
- Brauniella (1)
- Clavogaster (2)
- Cyclocybe (7)
- Deconica (47)
- Hypholoma (44)
- Kuehneromyces (12)
- Leratiomyces (10)
- Melanotus (22)
- Nivatogastrium (2)
- Pholiota (364)
- Protostropharia (8)
- Pseudogymnopilus (1)
- Stagnicola (1)
- Stropharia(67)

## Soorten
De familie telt in totaal 973 soorten (peildatum oktober 2020). 
De volgende soorten worden hier behandeld (gesorteerd op wetenschappelijke naam): 
- Grasleemhoed (Agrocybe pediades)
- Vroege leemhoed (Agrocybe praecox)
- Populierleemhoed (Cyclocybe cylindracea)
- Droog kaalkopje (Deconica castanella)
- Mestkaalkopje (Deconica coprophila)
- Franjekaalkopje (Deconica crobula)
- Keutelkaalkopje (Deconica merdicola)
- Geringd mestkaalkopje (Deconica moelleri)
- Ruitsporig kaalkopje (Deconica phyllogena)
- Zandkaalkopje (Deconica montana)
- Duinkaalkopje (Deconica pratensis)
- Dennenzwavelkop (Hypholoma capnoides)
- Gewone zwavelkop (Hypholoma fasciculare)
- Rode zwavelkop (Hypholoma lateritium)
- Stobbezwammetje (Kuehneromyces mutabilis)
- Oranjerode stropharia (Leratiomyces ceres)
- Oranjegeel kaalkopje (Leratiomyces laetissimus)
- Houtsnipperstropharia (Leratiomyces percevalii)
- Geschubde stropharia (Leratiomyces squamosus)
- Goudvliesbundelzwam (Pholiota aurivella)
- Stoffige bundelzwam (Pholiota conissans)
- Goudgele bundelzwam (Pholiota flammans)
- Bleekgele bundelzwam (Pholiota gummosa)
- Veenmosbundelzwam (Pholiota henningsii)
- Spitsschubbige bundelzwam (Pholiota jahnii)
- Schubbige bundelzwam (Pholiota squarrosa)
- Oranjegele bundelzwam (Pholiota tuberculosa)
- Scheefporige stropharia (Protostropharia dorsipora)
- Strogele stropharia (Protostropharia luteonitens)
- Kleefsteelstropharia (Protostropharia semiglobata)
- Echte kopergroenzwam (Stropharia aeruginosa)
- Valse kopergroenzwam (Stropharia caerulea)
- Helmstropharia (Stropharia halophila)
- Slanke kopergroenzwam (Stropharia pseudocyanea)
- Blauwplaatstropharia (Stropharia rugosoannulata)

Gewijzigde soorten
- Prachtvlamhoed (Gymnopilus junonius) -> geplaatst naar de familie Hymenogastraceae
- Dennenvlamhoed (Gymnopilus penetrans) -> geplaatst naar de familie Hymenogastraceae
- Dwergvaalhoed (Hebeloma birrus) -> geplaatst naar de familie Hymenogastraceae
- Puntig kaalkopje (Psilocybe semilanceata) -> geplaatst naar de familie Hymenogastraceae